# Close Friends
Close Friends è un singolo del rapper statunitense Lil Baby pubblicato il 5 ottobre 2020.

## Descrizione
Il brano è in chiave B♭ minore ed ha un tempo di 159 bpm.

## Tracce
1. Close Friends – 3:23